# Алфонс Гризел
Сен Кентен
Алфонс Гризел (фр. Alphonse Grisel; Париз, 9. децембар 1872 — Сен Кентен, 13. децембар 1942) је француски атлетичар и гимнастичар који је учествовао на Олимпијским играма 1896. у Атини.
У атлетици Гризел се такмичио у тркама на 100 и 400 метара у бацању диска и скоку удаљ. У гимнастици је учествовао у вежби на разбоју.
У трци на 100 метара у квалификационој групи стигао је четврти са непознатим резултатом и није се квалификовао за финале.
Иако је пласман у групи трке на 400 метара нејасан да ли је трећи Гизел или Курт Дери није било од већег значаја јер су у финале ишла само прва двојица.
Није било боље ни у преостале две атлетске дисцилине у скоку удаљ и бацању диска, где је делио од 5. до 9. места.
Последња дисциплина у којој се такмичио на Олимпијсјким играма била је вежба на разбоју. Пошто је судијски жири проценио која двојица су први и други, сви остали су делили од 3. до 18. места. У тој групи био је и Грисел.